# Meena Kumari
Mahjabeen Bano, nota a tutti come Meena Kumari (Bombay, 1º agosto 1933 – Bombay, 31 marzo 1972), è stata un'attrice e poetessa indiana.
Popolarmente conosciuta come la "regina della tragedia" e ampiamente considerata una delle più grandi attrici del cinema indiano, ebbe una carriera durata tre decenni, apparendo in circa 90 film, prima di morire di cirrosi epatica all'età di 39 anni.
Vinse quattro volte i Filmfare Awards come miglior attrice protagonista, ricevendo numerose nomination.

## Biografia

### Nascita e infanzia

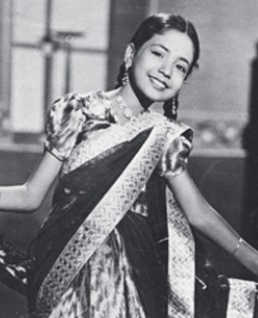
Baby Meena all'età di otto anni

Kumari nacque con il nome Mahjabeen da Ali Bux e Iqbal Begum il 1 agosto 1933. Suo padre era un musulmano sunnita emigrato da Bhera (ora in Pakistan) veterano del teatro Parsi, che, oltre a interpretare piccoli ruoli in alcuni film, scriveva poesie in urdu, suonava l'armonium e insegnava musica. Sua madre, una cristiana convertita all'Islam dopo il  matrimonio, era una ballerina e attrice teatrale, imparentata con la famiglia Tagore del Bengala.
Mahjabeen era la seconda figlia e aveva due sorelle; la maggiore si chiamava Khursheed Jr. mentre la più giovane, di nome Mahliqa, fu un'artista bambina conosciuta col nome di Madhu e sposò poi l'attore Mehmood. La nascita di Mahjabeen fu una delusione per il padre che desiderava un maschio. Il padre, che non poteva permettersi di pagare il medico per il parto, la lasciò in un primo momento un orfanotrofio, salvo pentirsi poche ore dopo, riportandola a casa. Da bambina Mahjabeen avrebbe desiderato frequentare la scuola, ma la situazione finanziaria della sua famiglia spingeva i suoi genitori a portarla negli studi cinematografici in cerca di lavoro. Il regista Vijay Bhatt la scelse per il film Leather Face (1939) e nel suo primo giorno di lavoro fu pagata 25 rupie. In un'intervista rilasciata nel 1962, Kumari spiegò che il fatto di aver sostenuto i suoi genitori dall'età di quattro anni le dava immensa soddisfazione. Le esigenze lavorative le impedirono di frequentare la scuola, ma prese lezioni private e studiò da autodidatta.

### Carriera

#### Primi lavori come Baby Meena (1939-1945)
Da bambina lavorò principalmente nelle produzioni di Vijay Bhatt il primo dei quali fu Leather Face (1939). L'anno seguente, durante le riprese di Ek Hi Bhool (1940) Vijay Bhatt le diede il nome di "Baby Meena". Il più importante tra i film ai quali partecipò nell'infanzia fu Lal Haveli (1944) nel quale lavorò con la cantante e attrice Noor Jehan.

#### Inizio carriera (1946–52)
All'età di 14 anni entrò a far parte del cast di Bachchon Ka Khel (1946) della Ramnik Production con il nome di Meena Kumari. Nel marzo del 1947 subì il dolore della morte di sua madre. I suoi primi ruoli da giovane adulta furono in film mitologici come Veer Ghatotkach (1949) e Shri Ganesh Mahima (1950) o fantasy come Aladdin Aur Jadui Chirag (1952).

#### Stella nascente (1952-1956)

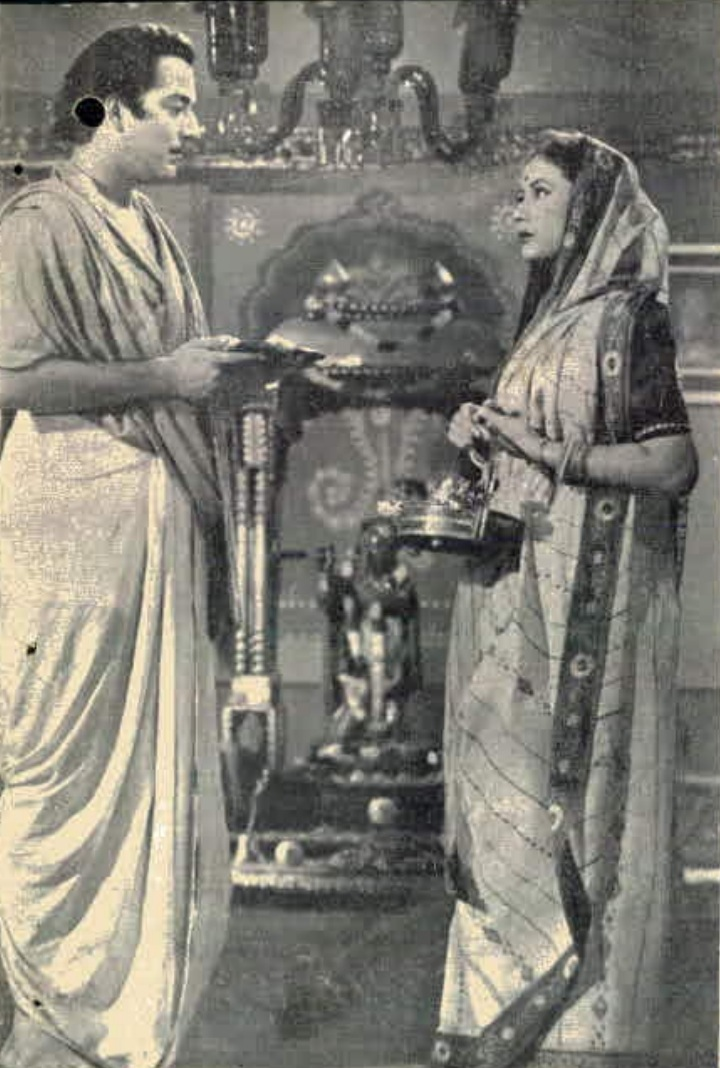
Meena Kumari e Pradeep Kumar in Bandhan

L'ascesa di Kumari avvenne con il musical del suo mentore Vijay Bhatt, Baiju Bawra (1952) nel quale interpretava Gauri, la protagonista femminile, donna sofferente e altruista, pronta a sacrificarsi fino all'estremo per il suo amato Baiju, interpretato da Bharat Bhushan. L'interpretazione le valse il suo primo Filmfare Award quale miglior attrice, categoria introdotta per la prima volta quell'anno. Dopo il suo successo, apparve come modella per i prodotti Hindustan Lever e nel calendario di un popolare sapone di bellezza. In quell'anno la diciannovenne Kumari sposò segretamente il regista Kamal Amrohi, che di anni ne aveva 34 ed era già sposato.
Nel 1953 uscì Parineeta, basato sul romanzo bengalese del 1914 di Sharat Chandra Chattopadhyay e diretto da Bimal Roy, che la vide protagonista neel ruolo di Lalita accanto a Ashok Kumar. La sua rappresentazione iconica della donna indiana perennemente sofferente le fruttò il suo secondo Filmfare Award come migliore attrice e fu uno dei punti cruciali della sua carriera. Nello stesso anno lavorò in Do Bigha Zamin (in italiano Due ettari di terra), un'altra opera di Bimal Roy, che vinse il Prix International al Festival di Cannes nel 1954, il primo film indiano a riuscirci. Questo film è anche l'unica apparizione di Kumari come ospite. Sempre nel 1953 Meena Kumari fu chiamata dal marito Kamal Amrohi a lavorare in Daaeradove interpretava una donna sposata con un uomo molto più grande di lei e che si innamora di un uomo più giovane (l'attore Nasir Khan).
Negli anni immediatamente successivi lavorò in numerosi film di successo, tra cui Chandni Chowk (1954), diretto da Baldev Raj Chopra, un classico film drammatico sociale musulmano,, Azaad (1955) che fu il secondo film hindi con il maggior incasso di quell'annoe le fruttò la nomination quale migliore attrice al Filmfare Award e Ek Hi Raasta (1956), basato sulla questione della possibilità di un nuovo matrimonio per le vedove, diretto e prodotto da Baldev Raj Chopra, che rimase nelle sale per oltre 25 settimane.

#### La regina della tragedia del cinema indiano (1957-1961)
Nel 1957 fu la protagonista femminile di Sharada, diretto da L.V. Prasad, nel quale lavorò per la prima volta con Raj Kapoor, vincendo il premio come migliore attrice dell'anno al Bengal Film Journalists' Association Awards. Il film ottenne un grande successo di critica e fu il nono film con il maggior incasso al botteghino indiano nell'anno. Nello stesso anno fu protagonista anche di Miss Mary, una commedia diretta da L.V. Prasad, uno dei maggiori successi di quell'anno e uno dei pochi ruoli brillanti nella sua carriera, pur dimostrando grande naturalezza e fluidità nell'interpretazione, in netto contrasto con i manierismi e le posture studiate dei ruoli tragici che era solita interpretare.
Negli anni seguenti ricevette nuovamente la nomination come migliore attrice ai Filmfare Awards per la sua interpretazione in Sahara (1958), diretto da Lekhraj Bhakri e per Chirag Kahan Roshni Kahan (1959), diretto e prodotto da Devendra Goel. Risale al 1960 una delle sue interpretazioni più famose, in Dil Apna Aur Preet Parai, dramma romantico hindi del 1960 scritto e diretto da Kishore Sahu, nel quale recita nel ruolo di un'infermiera innamorata di un giovane chirurgo (interpretato da Raaj Kumar) costretto a sposare la figlia di un amico di famiglia.

#### Acclamazione della critica (1962-1969)
L'interpretazione giudicata più memorabile di Meena Kumari, considerata una delle migliori interpretazioni tra le attrici del cinema indiano, fu in Sahib Bibi Aur Ghulam, film del 1962 prodotto da Guru Dutt e diretto da Abrar Alvi che la vedeva nei panni della protagonista Chhoti Bahu, giovane sposa di un'aristocratica famiglia zamindari che cerca di far restare accanto a sé il marito, dedito al bere, anche a costo di diventare alcolizzata. Basato sull'omonimo romanzo bengalese di Bimal Mitra, il film vide tra gli interpreti lo stesso Guru Dutt, Rehman e Waheeda Rehman. Durante le riprese, per ottenere l'aspetto di un'alcolizzata, Kumari applicava sotto il naso dell'acqua di Colonia concentrata che le causava irritazione. 
Il film ebbe un enorme successo di critica e vinse quattro Filmfare Awards, incluso il premio di Meena Kumari come migliore attrice e fu nominato per l'Orso d'oro alla 13ª edizione del Festival internazionale del cinema di Berlino, dove Kumari fu scelta come delegata. Vinse il premio come film dell'anno della Bengal Film Journalist' Association e fu inoltre proposto per l'Oscar al miglior film straniero. I parallelismi tra la protagonista  e la vita di Kumari apparvero evidenti; il rapporto coniugale estraniante col marito Kamal Amrohi, il cedere all'alcolismo, il desiderio di essere compresa e amata, fecero sì che questo film rappresentasse in modo più che simbolico un punto cruciale nella sua vita.
In quell'anno Meena Kumari ebbe un successo tale da ottenere tutte e tre le nomination come migliore attrice ai Filmfare Awards. Gli altri due film che le valsero il riconoscimento sono Aarti, diretto da Phani Majumdar, e Main Chup Rahungi diretto da A. Bhimsingh. Il suo enorme successo, basato sulla sua immagine "tragica", di eterna martire a cui la vita ha sempre riservato un trattamento crudele, divenne un'estensione della sua stessa personalità.
Mentre sul fronte professionale successi quali Dil Ek Mandir (1963), Kaajal (1965), che le valse un'ulteriore vittoria come migliore attrice ai Filmfare Awards, e Phool Aur Patthar (1966) facevano di lei una star indiscussa di Bollywood, il suo matrimonio con Kamal Amrohi giunse alla separazione nel 1964.
Kumari ebbe una breve relazione con Dharmendra, attore con il quale lavorò in Main Bhi Ladki Hoon (1964), Kaajal, Purnima (1965), Phool Aur Patthar, Majhli Didi (1967) e Chandan Ka Palna (1967) e del quale contribuì a promuovere la carriera, ma quando la storia finì i suoi problemi con l'alcol aumentarono.

#### Declino e ultimi lavori
All'inizio degli anni '70, Kumari infine spostò la sua attenzione su ruoli più da caratterista in pellicole di largo successo come Jawab (1970) e Dushman (1971). In Mere Apne, film del 1971 scritto e diretto da Gulzar alla sua prima regia, recita nel ruolo di una anziana vedova la cui uccisione da parte di bande di giovani rivali fa capire loro l'inutilità della violenza.

#### Pakeezah
L'idea di Pakeezah nacque nel 1954, seguita dal suo ciak iniziale nel 1956, ed è la storia mitizzata di Sahibjaan, una tawaif (cortigiana) dal cuore d'oro. Concepito congiuntamente da Meena Kumari e dal marito Kamal Amrohi, le sue riprese si erano arenate dopo la separazione della coppia. Kumari era determinata a completare il film e, consapevole di avere poco tempo a disposizione, fece di tutto per terminare al più presto quello che divenne poi un classico di riferimento del cinema indiano e la sua ultima grande interpretazione. Pakeezah uscì nelle sale il 4 febbraio 1972 ed ebbe inizialmente un'accoglienza tiepida, ma dopo la morte di Meena Kumari, avvenuta il 31 marzo 1972, divenne un enorme successo al botteghino ed è oggi considerato forse il suo film più noto.  Kumari ricevette postuma la sua dodicesima e ultima nomination ai Filmfare Awards e la Bengal Film Journalists' Association le conferì il premio speciale nel 1973.
Il 22 novembre 1972 uscì postumo Gomti Ke Kinare, diretto da Saawan Kumar Tak, che fu il suo ultimo film e un omaggio alla sua carriera.

#### Cantante playback
Meena Kumari fu anche cantante di colonne sonore dei film (in inglese: playback singer). Da bambina, fino al 1945, cantò per film quali Bahen (1941). Da protagonista interpretò canzoni per film come Duniya Ek Sarai (1946), Piya Ghar Aaja (1948), Bichchade Balam (1948) e Pinjre Ke Panchhi (1966).

### Vita privata

#### Matrimonio con Kamal Amrohi
Kamal Amrohi conobbe Meena Kumari per la prima volta nel 1938, mentre cercava un'attrice bambina per il film Jailor. Anni dopo, sul set di Tamasha, fu Ashok Kumar a presentare Kumari a Kamal Amrohi, che in seguito le offrì un ruolo da protagonista nel nuovo film Anarkali. Il contratto fu firmato il 13 marzo 1951 ma il 21 maggio 1951 Kumari fu coinvolta in un incidente stradale mentre tornava da Mahabaleshwar a Bombay. Fu quindi ricoverata per un infortunio alla mano sinistra al Sassoon Hospital di Pune, dove riceveva regolarmente visita da Amrohi. La storia d'amore in ospedale continuò per quattro mesi. L'incidente lasciò a Kumari un'invalidità permanente al mignolo sinistro, che lei copriva con una dupatta o un sari durante le riprese. Il film Anarkali alla fine fu accantonato. Il 14 febbraio 1952, Kumari e Amrohi si sposarono segretamente con una semplice cerimonia "Niqah" alla presenza di un Qadi e della sorella minore di Kumari, Mahliqa (Madhu). Dopo la cerimonia gli sposi si separarono: Amrohi partì per Sion mentre Kumari e Madhu tornarono a casa. Il matrimonio fu tenuto segreto alla famiglia e ai media, malgrado Amrohi fosse già sposato e avesse tre figli dalla sua precedente moglie. Dopo diversi mesi, la notizia trapelò e sebbene suo padre insistesse per il divorzio, Kumari rimase irremovibile sulla sua decisione, pur rimanendo a casa di suo padre. Nel frattempo, Amrohi aveva iniziato a lavorare al film intitolato Daaera nel 1953 e decise di scritturare Kumari, ora sua moglie. Kumari, dopo aver chiesto inutilmente il consenso del padre, partì comunque per la residenza di suo marito a Sion.

#### Separazione dal marito e dipendenza dall'alcol
Dopo il loro matrimonio, Amrohi permise a Kumari di continuare la sua carriera di attrice ma a determinate condizioni. Amrohi voleva che Kumari fosse pienamente impegnata nel ruolo di moglie, che tornasse subito a casa dopo le riprese e non approvava che stesse in compagnia di altri uomini. Lei inizialmente accettò, anche se con il passare del tempo sentì il bisogno di maggiore libertà. Abrar Alvi, direttore di Sahib Bibi Aur Ghulam, racconta che Amrohi aveva una persona di fiducia che controllava la moglie anche nella sala trucco. Secondo Vinod Mehta, scrittore della sua biografia, Kumari fu sottoposta ad abusi fisici durante il suo matrimonio. Sottolinea che, sebbene Amrohi abbia ripetutamente negato tali accuse, sei diverse fonti confermarono gli abusi. L'attrice Nargis raccontò inoltre degli episodi che indicavano la stessa cosa. Tali voci trovarono il loro fondamento quando, durante l'avvio delle riprese di Pinjre Ke Panchhi nel marzo 1964, Kumari ebbe una violenta discussione con l'assistente di Amrohi proprio a causa di una persona che si era soffermata nella sala trucco con lei. L'attrice chiamò immediatamente il marito che tuttavia insistette perché lei tornasse a casa. Kumari infuriata andò a casa di sua sorella Madhu e non tornò più da Amrohi. 
Soffrendo depressione e di insonnia cronica, su consiglio del suo medico, iniziò a bere piccole quantità di brandy come alternativa al sonnifero. Queste dosi di brandy si trasformarono in un forte consumo di alcol dopo la separazione dal marito.

### Malattia e ultimi giorni

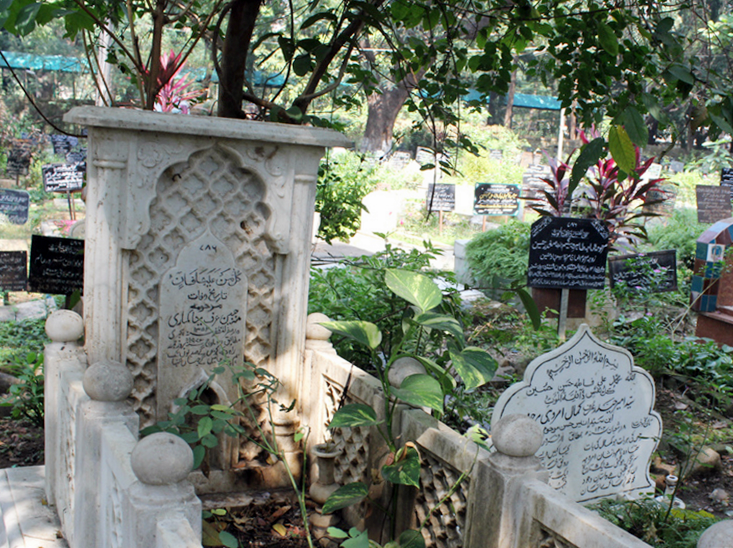
La tomba di Meena Kumari

Nel 1968 le fu diagnosticata la cirrosi epatica e nel giugno 1968 ricevette cure a Londra e in Svizzera. Dopo essersi ripresa, ritornò in India nel settembre 1968 e riprese a lavorare. Si riprese temporaneamente ma rimaneva fragile. 
Tre settimane dopo l'uscita di Pakeezah, Kumari si ammalò gravemente. Il 28 marzo 1972 fu ricoverata alla St Elizabeth's Nursing Home. Entrò in coma due giorni dopo e morì  il 31 marzo 1972 a causa della cirrosi epatica. Aveva 38 anni. Secondo il desiderio di suo marito, fu sepolta nel cimitero di Rehmatabad, situato a Narialwadi, Mazagaon, Bombay. L'attrice chiese di scrivere queste parole sulla sua lapide: "Ha posto fine alla vita con un violino rotto, con una canzone rotta, con un cuore spezzato, ma senza un solo rimpianto." Suo marito fu poi sepolto accanto a lei.

## Filmografia
- Leatherface, regia di Vijay Bhatt (1939)
- Adhuri Kahani, regia di Chaturbuj Doshi (1939)
- Pooja, regia di Abdul Rashid Kardar (1940)
- Ek Hi Bhool, regia di Vijay Bhatt (1940)
- Nai Roshni, regia di Chimankant Gandhi e Lalit J. Mehta (1941)
- Kasauti, regia di Ramchandra Thakur (1941)
- Bahen, regia di Mehboob Khan (1941)
- Vijay, regia di Mohan Sinha (1942)
- Garib, regia di Ramchandra Thakur (1942)
- Pratiggya, regia di Nandlal Jaswantlal (1943)
- Lal Haveli, regia di K.B. Lall (1944)
- Duniya Ek Sarai, regia di Kidar Nath Sharma (1946)
- Bachchon Ka Khel, regia di Raja Nene (1946)
- Piya Ghar Aja, regia di Prahlad Dutt (1947)
- Bichchade Balam, regia di Manibhai Vyas (1948)
- Veer Ghatotkach, regia di Nanabhai Bhatt (1949)
- Shri Ganesh Mahima, regia di Homi Wadia (1950)
- Magroor, regia di R.D. Mathur (1950)
- Hamara Ghar, regia di Nanabhai Bhatt (1950)
- Anmol Ratan, regia di M. Sadiq (1950)
- Sanam, regia di Nandlal Jaswantlal (1951)
- Madhosh, regia di J.B.H. Wadia (1951)
- Lakshmi Narayan, regia di Nanabhai Bhatt (1951)
- Hanumaan Pataal Vijay, regia di Homi Wadia (1951)
- Baiju Bawra, regia di Vijay Bhatt (1952)
- Tamasha, regia di Phani Majumdar (1952)
- Aladdin Aur Jadui Chirag, regia di Homi Wadia (1952)
- Naulakha Haar, regia di Harsukh Jagneshwar Bhatt e Bhalchandra Shukla (1953)
- Due ettari di terra (Do Bigha Zamin), regia di Bimal Roy (1953)
- Parineeta, regia di Bimal Roy (1953)
- Foot Path, regia di Zia Sarhadi (1953)
- Dana Paani, regia di V.M. Vyas (1953)
- Daaera, regia di Kamal Amrohi (1953)
- Ilzam, regia di R.C. Talwar (1954)
- Chandni Chowk, regia di Baldev Raj Chopra (1954)
- Baadbaan, regia di Phani Majumdar (1954)
- Azaad, regia di Sreeramulu Naidu (1955)
- Rukhsana, regia di R.C. Talwar (1955)
- Adil-E-Jahangir, regia di G.P. Sippy (1955)
- Bandish, regia di Satyen Bose (1955)
- Mem Sahib, regia di R.C. Talwar (1956)
- Ek Hi Raasta, regia di Baldev Raj Chopra (1956)
- Bandhan, regia di Hemchandra Chunder (1956)
- Naya Andaz, regia di K. Amarnath (1956)
- Halaku, regia di D.D. Kashyap (1956)
- Sharada, regia di L. V. Prasad (1957)
- Miss Mary, regia di L. V. Prasad (1957)
- Sahara, regia di Lekhraj Bhakri (1958)
- Yahudi, regia di 	Bimal Roy (1958)
- Chirag Kahan Roshni Kahan, regia di Devendra Goel (1959)
- Char Dil Char Rahen, regia di Khwaja Ahmad Abbas (1959)
- Shararat, regia di H. S. Rawail (1959)
- Chand, regia di Lekhraj Bhakri (1959)
- Ardhangini, regia di Ajit Chakrabarty (1959)
- Satta Bazaar, regia di Ravindra Dave (1959)
- Madhu, regia di Gyan Mukherjee e S. Banerjee (1959)
- Dil Apna Aur Preet Parai, regia di Kishore Sahu (1960)
- Bahana, regia di M. Kumar (1960)
- Kohinoor, regia di S. U. Sunny (1960)
- Bhabhi Ki Chudiyan, regia di Sadashiv J. Row Kavi (1961)
- Zindagi aur Khwab, regia di S. Banerji (1961)
- Pyaar Ka Saagar, regia di Devendra Goel (1961)
- Sahib Bibi Aur Ghulam, regia di Abrar Alvi (1962)
- Main Chup Rahungi, regia di A. Bhimsingh (1962)
- Aarti, regia di Phani Majumdar (1962)
- Dil Ek Mandir, regia di C.V. Sridhar (1963)
- Akeli Mat Jaiyo, regia di Nandlal Jaswantlal (1963)
- Kinare Kinare, regia di Chetan Anand (1963)
- Sanjh Aur Savera, regia di Hrishikesh Mukherjee (1964)
- Benazir, regia di S. Khalil (1964)
- Chitralekha, regia di Kidar Sharma (1964)
- Gazal, regia di Ved-Madan (1964)
- Main Bhi Ladki Hoon, regia di A. C. Tirulokchandar (1964)
- Kaajal, regia di Ram Maheshwari (1965)
- Bheegi Raat, regia di Kalidas (1965)
- Purnima, regia di Narendra Suri (1965)
- Phool Aur Patthar, regia di O.P. Ralhan (1966)
- Pinjre Ke Panchhi, regia di Salil Chowdhury (1966)
- Majhli Didi, regia di Hrishikesh Mukherjee (1967)
- Bahu Begum, regia di Mohammed Sadiq (1967)
- Noor Jehan, regia di Mohammed Sadiq (1967)
- Chandan Ka Palna, regia di Ismail Memon (1967)
- Baharon Ki Manzil, regia di Yakub Hassan Rizvi (1968)
- Abhilasha, regia di Amit Bose (1968)
- Jawab, regia di T.R. Ramanna (1970)
- Saat Phere, regia di Sundar Dhar (1970)
- Mere Apne, regia di Gulzar (1971)
- Dushmun, regia di Dulal Guha (1972)
- Pakeezah, regia di Kamal Amrohi (1972)
- Gomti Ke Kinare, regia di Saawan Kumar Tak (1972)

## Riconoscimenti
- Filmfare Awards

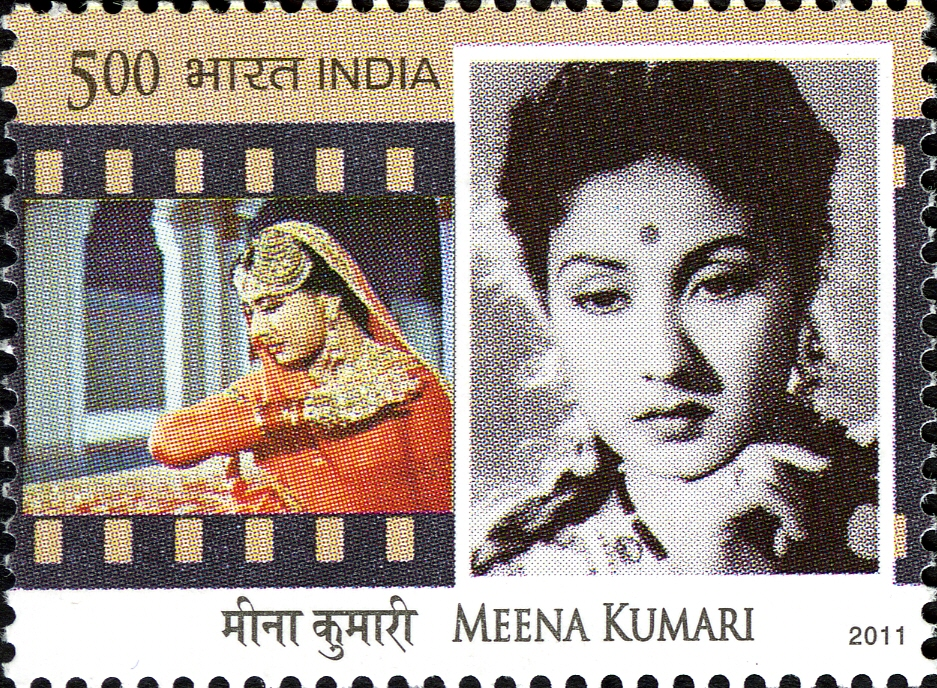
Francobollo indiano del 2011 dedicato a Meena Kumari

  - 1954 - Miglior attrice per Baiju Bawra
  - 1955 - Miglior attrice per Parineeta
  - 1956 - Candidatura alla migliore attrice per Azaad
  - 1959 - Candidatura alla migliore attrice per Sahara
  - 1960 - Candidatura alla migliore attrice per Chirag Kahan Roshni Kahan
  - 1963 - Miglior attrice per Sahib Bibi Aur Ghulam
  - 1963 - Candidatura alla migliore attrice per Aarti
  - 1963 - Candidatura alla migliore attrice per Main Chup Rahungi
  - 1964 - Candidatura alla migliore attrice per Dil Ek Mandir
  - 1966 - Miglior attrice per Kaajal
  - 1967 - Candidatura alla migliore attrice per Phool Aur Patthar
  - 1973 - Candidatura alla migliore attrice per  Pakeezah